# دانیله فروسی
دانیله فروسی (انگلیسی: Daniele Fruci؛ زادهٔ ۶ ژوئن ۱۹۸۸) بازیکن فوتبال اهل ایتالیا است.
از باشگاه‌هایی که در آن بازی کرده‌است می‌توان به باشگاه فوتبال دلفینو پسکارا و باشگاه فوتبال یو. اس. پرگولیتزه اشاره کرد.